# Александр Ейґ

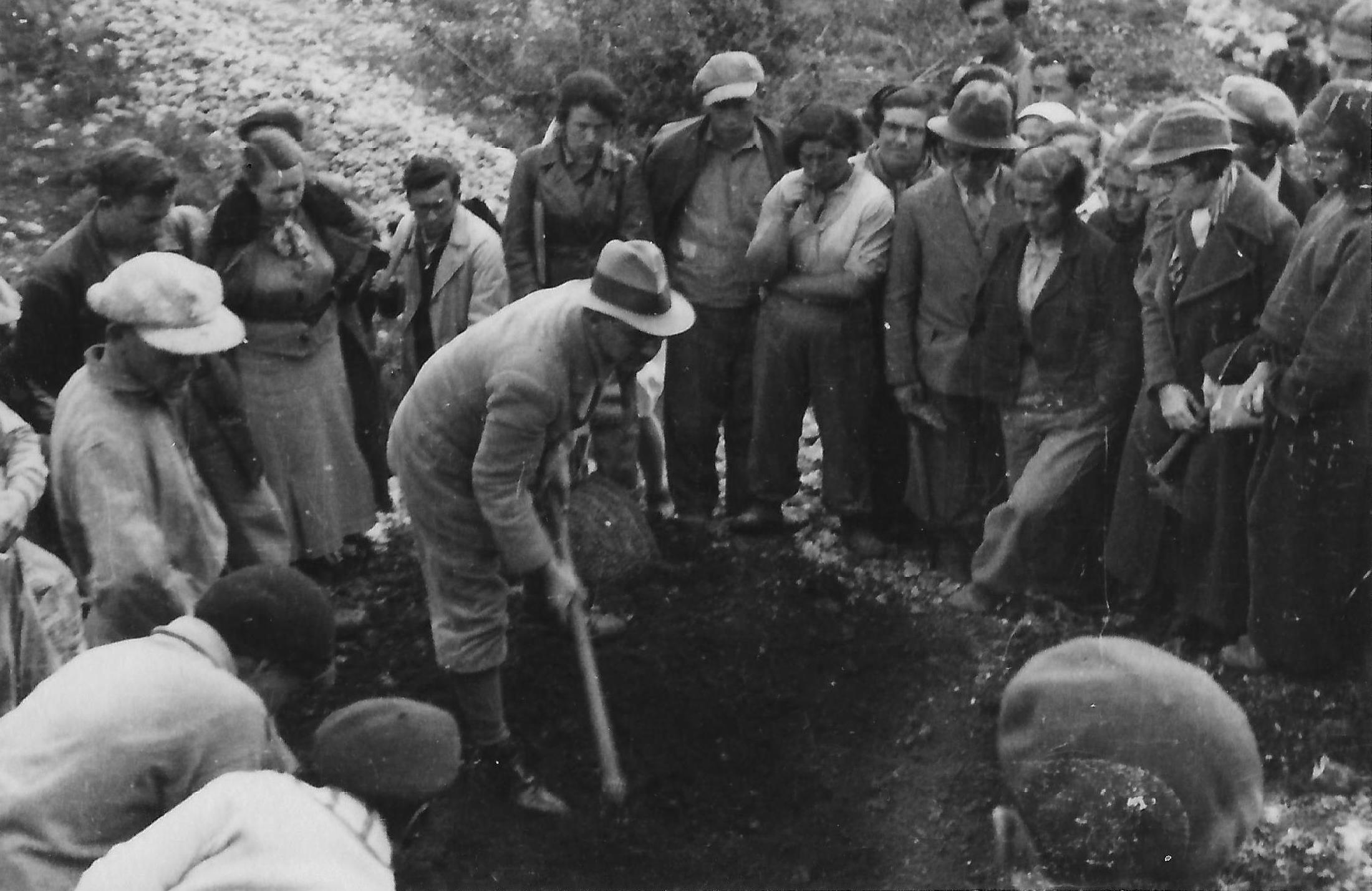
Ботанік Александр Ейґ під час посадки першого дерева у саду - Гора Скопус 1931

Ейг Александр (1894, Щедрин, Мінська губернія, сьогодні Жлобінський район Гомельської області Білорусі — 30 липня 1938, Єрусалим) — палестинський ботанік єврейського походження, завідувач кафедри ботаніки Єврейського університету в Єрусалимі та засновник Ізраїльський Національний ботанічний сад на Горі Скопус.
У 1931-33 учасник наукової експедиції до Сирії, Туреччини та Іраку. Колекція Ейґа послужила основою для гербарію біологічного факультету Єврейського університету в Єрусалимі. Вів дослідження в галузі загальної ботаніки, геоботаніки. Вперше опублікував опис багатьох видів рослин, таблицю фітогеографічних областей (1931). Серед його робіт — «Вклад в пізнання флори Ерец-Ісраель» (1926), «Рослинність Ерец-Ісраель» (1927), «Рослинність пояса світлих ґрунтів прибережної рівнини Ерец-Ісраель» (1939).
Ейг помер від раку в 1938 році, у віці менш як 44 рок. Він був похований на кладовищі на Оливній горі, на його надгробку викарбувано напис «творець науки про рослини в Ізраїлі.» Його прославляли Моше Шарет, Уго Бергманн, Юда Леон Магнес та Іцхак Бен-Цві.

## Рослини, названі на честь А. Ейґа
- Bellevalia eigii
- Salvia eigii
- Eigia longistyla
- Ornithogalum neurostegium subsp. eigii (Feinbrun) Feinbrun